# Королевский технологический институт
Королевский технологический институт (швед. Kungliga Tekniska högskolan, KTH) — университет в Стокгольме, Швеция. Является одним из крупнейших технических вузов Скандинавии (наряду с Хельсинкским технологическим университетом) и одним из ведущих технических университетов Европы.
Основан в 1827 году как Технологический университет (швед. Teknologiska institutet), в 1877 году получил своё нынешнее название. После Второй мировой войны в институте начались исследования в области ядерной физики, в 1954 году был запущен первый шведский реактор, проработавший до 1970 года.
В городе Сёдертелье находится департамент Прикладного машиностроения.
Возле института находится шар на подставке, символизирующий Венеру, часть инсталляции «Шведская Солнечная система»

## Известные студенты и профессора
- Андре, Соломон Август
- Фуглесанг, Арне Кристер
- Лундгрен, Дольф
- Альвен, Ханнес
- Карлесон, Леннарт Аксель Эдвард
- Мунтерс, Карл
- Бальцар фон Платен
- Сигбан, Кай Манне Бёрье
- Смирнов, Станислав Константинович
- Нильс Бернхард Хаст
- Арборелиус, Олоф